# Pere Fuster
Pere Fuster fou un terratinent, militar i polític valencià del segle xix. La seva família tenia moltes terres a Alberic i Albalat de la Ribera i era adherit a la tendència liberal progressista. El 1834 deixà l'exèrcit quan fou elegit diputat per Castelló de la Plana a les eleccions convocades després de l'aprovació de l'Estatut Reial de 1834, ocupant també l'esco a les eleccions de 1836 i 1837. També fou governador civil de la província de València entre 1836 i 1837.